# العلاقات بين هولندا والمملكة المتحدة
تربط هولندا والمملكة المتحدة شراكة سياسية واقتصادية قوية.
هناك ما يزيد عن 40 بلدة ومدينة هولندية توأم لأخرى بريطانية. واللغتان الإنجليزية والهولندية من اللغات الجرمانية الغربية، وتعتبر اللغة الفريزية الغربية، التي هي لغة لأقلية في هولندا، أقرب أقرباء اللغة الإنجليزية إذا استثنينا اللغة الاسكتلندية. إضافة إلى أن ما بين 90 إلى 93 بالمائة من الناس في هولندا يقولون إنهم يتحدثون الإنجليزية، مع أن نسبة ضئيلة من البريطانيين يستطيعون التحدث بالهولندية رغم سهولتها البالغة في الفهم على المتحدثين بالإنجليزية.
لدى هولندا سفارة في لندن، وللمملكة المتحدة سفارة في لاهاي وقنصلية في أمستردام. ولدى المملكة المتحدة أيضًا قنصلية في ويلمستاد.
| المملكة المتحدة لبريطانيا العظمى وإيرلندا الشمالية | مملكة هولندا |                                                                     |
| 64,596,800 | 16,925,844 | تعداد السكان                                                        |
| 41,543 كم2 | 243,610 كم2 | المساحة                                                             |
| 255.6/كم2 | 406.6/كم2 | الكثافة السكانية                                                    |
| 1 | 2 | المناطق الزمنية                                                     |
| لندن (ووستمنستر هي مقر الحكومة) | أمستردام (ولاهاي هي مقر الحكومة)                                                                                    | العاصمة                                                             |
| لندن 8,600,000 | أمستردام – 821,702                                                                                                  | المدينة الكبرى                                                      |
| ملكية دستورية برلمانية موحدة | ملكية دستورية برلمانية موحدة                                                                                        | الحكومة                                                             |
| إليزابيث الثانية | فيليم ألكسندر | رأس الدولة                                                          |
| بوريس جونسون | مارك روته | رأس الحكومة                                                         |
| الإنجليزية | الهولندية (فعليًا وقانونيًا)، والفريزية الغربية (فعليًا وقانونيًا في مقاطعة فرايزلاند فقط)                              | اللغة الرسمية                                                       |
| اللغة الويلزية، والغيلية الاسكتلندية، والايرلندية، والأولسترية الاسكتلندية                                                                                                | اللغة الليمبورغية، والساكسونية الهولندية السفلى، والزيلندية، والإنجليزية، ولغة بابيامنتو                            | اللغات الإقليمية المعترف بها                                        |
| 59.4% من المسيحيين، و25.7% من اللادينيين، و7.8% من غير المفصحين، و4.4% من المسلمين، و1.3% من الهندوسيين، و0.7% من السيخيين، و0.4% من اليهود، و0.4% من البوذيين (تعداد 201 | 48.5% من اللادينيين و40.1% من المسيحيين، و8.5% من المسلمين، و1% من البوذيين، و0.9% من الهندوسيين، و1.2% من غير ذلك. | الديانات الرئيسية                                                   |
| 78.6% من الهولنديين، و5.9% من الأوربيين الآخرين، و2.4% من الترك، و2.2% من الإندونيسيين، و2.2% من المغاربة، و2.1% من السوريناميين، و0.9% من الكاريبيين، و5.7% من غير ذلك.  | 87% من البيض (81% من البيض البريطانيين)، 7% من الآسيويين البريطانيين (وفقًا لتعداد 2011)                             | المجموعات الإثنية                                                   |
| 42,943 دولار أمريكي | 53,024 دولار أمريكي                                                                                                 | الناتج القومي المحلي (للفرد)                                        |
| 3,021,886 مليون دولار أمريكي | 869,508 مليون دولار أمريكي                                                                                          | الناتج القومي المحلي (الاسمي)، كما أدرج من قبل البنك الدولي في 2014 |
| 82,860 من ذوي الأصل البريطاني يعيشون في هولندا (وفقًا لإحصاء سي بي إس لعام 2014)                                                                                           | 40,438 من الهولنديين يعيشون في المملكة المتحدة (وفقًا لتعداد 2001)                                                   | السكان المغتربون                                                    |

## تاريخ

### الحروب الأنجلوهولندية
كانت الحروب الأنجلوهولندية معارك بين إنجلترا (ومملكة بريطانيا العظمى خلال الحرب الرابعة) والجمهورية الهولندية خلال القرنين السابع عشر والثامن عشر. كانت هناك أربع حروب في المجمل، وفاز كل طرف باثنين منها، وانتهت بالحرب الأنجلوهولندية الرابعة. كانت الحروب تشن في معظمها من أجل تأمين طرق التجارة ولتمكين التوسع الاستعماري.

### الثورة المجيدة
اندلعت الثورة المجيدة، التي تعرف أيضًا بثورة 1688، لإسقاط ملك إنجلترا جيمس الثاني (السابع لإسكتلندا والثاني لإيرلندا) في عام 1688 من قبل اتحاد البرلمانيين وبجيش غازٍ بقيادة ويليام الثالث الذي اعتلى، نتيجة لذلك، عرش إنجلترا.
وصلت الأزمة التي عصفت بالملك جيمس الثاني إلى ذروتها في 1688، حين أنجب الملك ابنًا، وهو جيمس فرانسيس إدوارد ستيوارت في 10 يونيو (من التقويم اليوليوسي). فحتى ذلك الحين، كان العرش لينتقل إلى ابنته، ماري، البروتستانتية وزوجة ويليام الثالث. وقد أصبح محتملًا الآن وجود سلالة كاثوليكية في المملكة. وبسبب انزعاجهم من كاثوليكية الملك بالفعل، وعلاقته الوثيقة بفرنسا، فقد اتحد القادة الرئيسيون من حزب المحافظين مع أعضاء من المعارضة اليمينية وشرعوا في حل الأزمة بدعوة ويليام الثالث إلى إنجلترا.